# Ålands södra skärgårdsförsamling

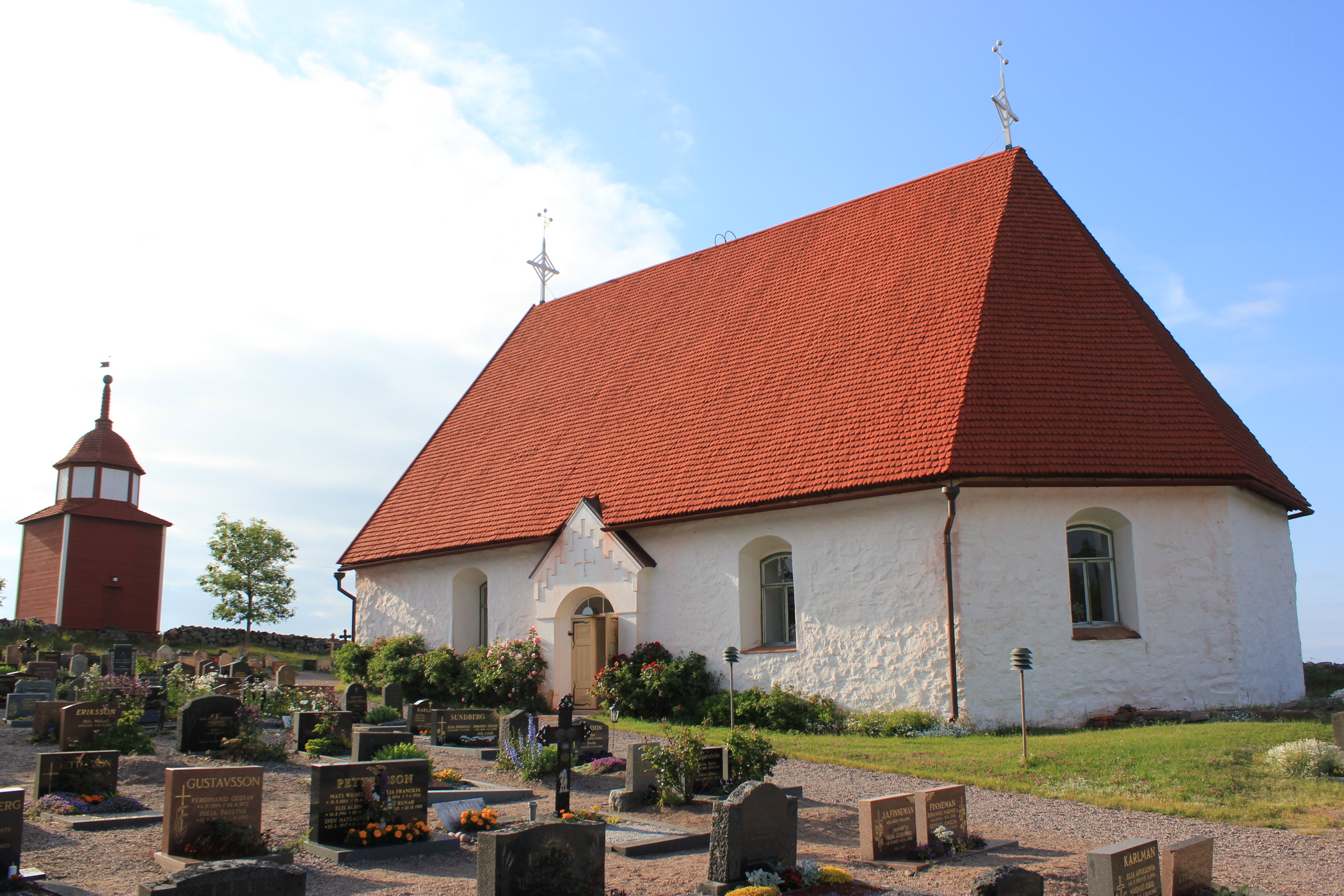
Kökars kyrka

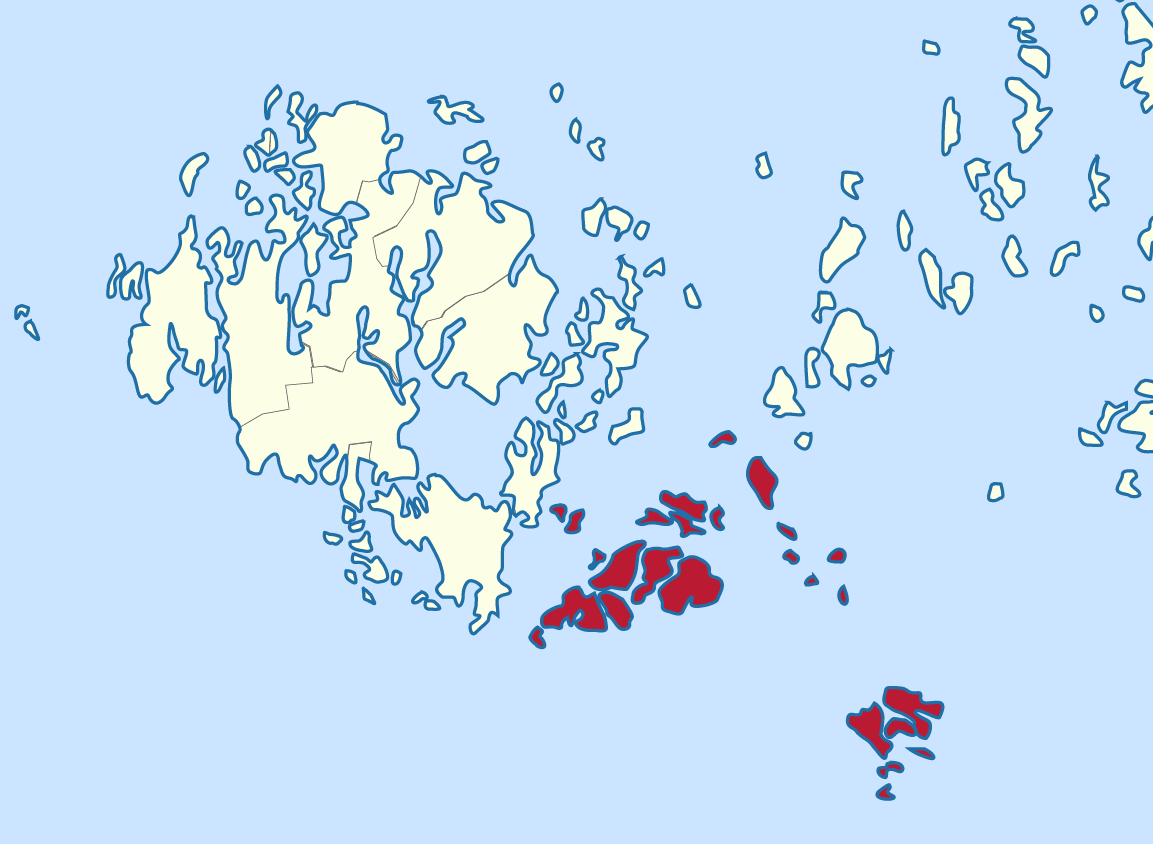
Församlingens läge på Åland.

Ålands södra skärgårdsförsamling är en församling i Ålands prosteri inom Borgå stift i Evangelisk-lutherska kyrkan i Finland. Den omfattar samma område som kommunerna Föglö, Kökar och Sottunga och hade 629 kyrkomedlemmar år 2018.
Församlingen bildades 2006 genom en sammanslagning av församlingarna Föglö, Kökar och Sottunga.
Kyrkoherde i församlingen är Peter Karlsson.
Föglö kyrksocken härstammar senast från andra hälften av 1300-talet men kan vara äldre. Socknen nämns första gången 1540. I början av 1500-talet grundades Sottunga kapell under Föglö socken. Sottunga nämns första gången år 1544. Då Kökars konvent upplöstes på 1520-1530-talet torde Kökar ha gjorts till ett kapell under Föglö.

## Församlingens kyrkor
- Föglö kyrka (1300-talet)
- Kökars kyrka (1784)
- Sottunga kyrka (1730)